# Islands ytterpunkter

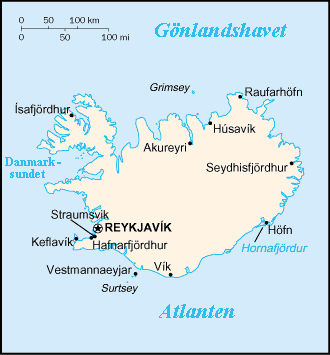
Island

Detta är en lista över Islands ytterpunkter, alltså de platser på land som ligger längst norrut, söderut, österut och västerut i Island inom nationsgränsen.

## Latitud och longitud
Nordligaste punkt
- totalt: ön Grímsey, kommun Akureyrarkaupstaður, region Norðurland eystra (koordinater 66°32′40″N 18°00′06″V / 66.54444°N 18.00167°V)
- på fastlandet: Rifstangi, kommun Norðurþing, regionNorðurland eystra koordinater 66°32′14″N 16°11′45″V / 66.53722°N 16.19583°V) sedan 2016,[1] tidigare Hraunhafnartangi i samma kommun (koordinater 66°32′12″N 16°01′42″V / 66.53667°N 16.02833°V)
- under havsytan: Kolbeinsey, kommun Norðurþing, region Norðurland eystra (koordinater 67°08′09″N 18°41′03″V / 67.13583°N 18.68417°V)

Östligaste punkt
- totalt: ön Hvalbakur, kommun Akureyrarkaupstaður, region Norðurland eystra (koordinater 64°36′0″N 13°14′0″V / 64.60000°N 13.23333°V)
- på fastlandet: Gerpir, kommun Fjarðabyggð, region Austurland (koordinater 65°04′56″N 13°30′31″V / 65.08222°N 13.50861°V)

Sydligaste punkt
- totalt: Surtsey, kommun Vestmannaeyjar, region Suðurland (koordinater 63°18′15″N 20°36′13″V / 63.30417°N 20.60361°V)
- på fastlandet: Dyrhólaey, kommun Mýrdalshreppur, region Suðurland (koordinater 63°24′10″N 19°07′06″V / 63.40278°N 19.11833°V) och sandbanken Kötlutangi i samma kommun (koordinater 63°23′48″N 18°45′0″V / 63.39667°N 18.75000°V)

Västligaste punkt
- Bjargtangar på Látrabjarg, kommun Vesturbyggð, region Vestfirðir (koordinater 65°30′16″N 24°32′02″V / 65.50444°N 24.53389°V)

Detaljkarta

## Högsta punkt
- Hvannadalshnjúkur på Öræfajökull med 2 109,60 m,[2] Vatnajökull, region Austurland (koordinater 64°00′00″N 16°39′00″V / 64.00000°N 16.65000°V)
- Bárðarbunga (2000 m)
- Kverkfjöll (1920 m)

## Lägsta punkt
- Nordatlanten havsnivå 0 m